# 普棒口岸
23°16′48″N 105°11′53″E / 23.28000°N 105.19806°E
普棒口岸，是越南河江省同文县的一个边境口岸。与该口岸对接的是中国云南麻栗坡县董干镇的董干口岸。该口岸距离中国一侧的马崩街仅3公里，口岸边民多以苗族为主。